# Atentát na Šinzóa Abeho
Atentát na Šinzóa Abeho se odehrál 8. července 2022. Bývalý premiér Japonska byl zastřelen a zabit při přednášení projevu kampaně poblíž stanice Jamato-Saidaidži ve městě Nara, přibližně v 11:30 JST (UTC+9). Byl těžce zraněn, nejevil žádné vitální známky a měl kardiopulmonální zástavu. Japonská státní média zhruba o pět hodin později informovala, že zemřel v nemocnici v 17:03 JST.

## Pachatel
Pachatelem je 41letý muž Tecuja Jamagami, bývalý člen námořních sil sebeobrany, z města Nara. Podezřelý byl na místě zatčen policií kvůli podezření pro pokus o vraždu. Byl popsán jako klidný a nepokoušel se policii uniknout. Jamagami k útoku použil podomácku vyrobenou zbraň a vyšetřovatelům sdělil, že byl s Abem nespokojený a chtěl ho zabít. Později bylo zveřejněno, že útočník spojoval Abeho s jistou organizací, podle dalších zdrojů mělo jít o Církev sjednocení. Pachateli atentátu hrozí trest smrti.

## Reakce
Atentát odsoudila spousta zemí a světových státníků.
Francouzský prezident Emmanuel Macron na svém Twitteru uvedl: „Japonsko ztratilo skvělého premiéra, který zasvětil svůj život své zemi.“ Turecký prezident Recep Tayyip Erdogan, britský premiér Boris Johnson, předsedkyně Evropské komise Ursula von der Leyenová, český premiér Petr Fiala či mluvčí čínského velvyslanectví v Japonsku vyjádřili rodině a blízkým upřímnou soustrast.